# Cordoba-tinamoe
De cordoba-tinamoe (Nothoprocta cinerascens) is een vogel uit de familie tinamoes (Tinamidae). De wetenschappelijke naam van de soort is voor het eerst geldig gepubliceerd in 1860 door Burmeister.

## Beschrijving
Deze vogels kunnen tot 31,5 cm lang worden en wegen ongeveer 540 gram. De rug is grijs tot olijfbruin met witte en zwarte markeringen. het hoofd is zwart en wit, de borst grijs met witte stippen. Hij heeft een witte buik, en grijze poten.

## Voedsel
De cordoba-tinamoe eet insecten en kleine prooidieren. Soms eet hij ook vruchten.

## Voortplanting
Het mannetje verleidt twee tot vier vrouwtjes, die dan hun nest maken en eieren leggen in het struikgewas. Eenmaal de eieren gelegd zijn gaan de vrouwtjes op zoek naar een ander mannetje, terwijl het mannetje dat achterbleef de eieren uitbroedt en de jongen grootbrengt.

## Voorkomen
De soort komt voor in de Zuidkegel en telt twee ondersoorten:
- N. c. cinerascens: van zuidoostelijk Bolivia tot noordwestelijk Paraguay en centraal Argentinië.
- N. c. parvimaculata: noordwestelijk Argentinië.

## Beschermingsstatus
Op de Rode Lijst van de IUCN heeft de soort de status niet bedreigd.